# Christiane Pielke
Christiane Pielke (Hannover, Alemania, 12 de mayo de 1963) es una nadadora alemana retirada especializada en pruebas de estilo libre, donde consiguió ser medallista de bronce olímpica en 1984 en los 4 x 100 metros estilo libre.

## Carrera deportiva
En los Juegos Olímpicos de Los Ángeles 1984 ganó la medalla de bronce en los relevos de 4 x 100 metros estilo libre, con un tiempo de 3:45.56 segundos, tras Estados Unidos (oro) y Países Bajos (plata), siendo sus compañeras de equipo las nadadoras: Iris Zscherpe, Susanne Schuster y Karin Seick.